# Doctor Krápula
Doctor Krápula es una banda de Rock mestizo colombiana, conformado por Mario Muñoz (Subcantante), Niko Cabrera, Germán Martínez, Sergio Acosta y David Jaramillo. Fusionan los ritmos de Punk, Ska, Cumbia, Hip-Hop y Reggae con una postura social, política y medio ambiental.
Es una banda masiva e independiente con 25 años de historia, más de 700 conciertos en más de 15 países, que cuenta con 10 álbumes de estudio, un DVD en vivo, 3 Eps, numerosos sencillos y un proyecto para niños. Ha liderado y colaborado en diversos proyectos musicales y sociales junto a artistas como Manu Chao, Ska-P, SEEED, Juanes, Café Tacvba, entre otros.
En sus 25 años de carrera, los Doctor Krápula han recorrido países como Venezuela, Ecuador, Argentina, México, Costa Rica, Estados Unidos, España, Alemania, Holanda, Bélgica, Italia, República Checa, Suiza, Dinamarca o Austria durante sus giras. 
Creadores del Festival Viva el Planeta, un encuentro internacional en pro del medio ambiente y los derechos de la naturaleza, que ya cuenta con 10 ediciones en diferentes ciudades de Colombia.

## Historia
La banda fue formada en 1998 por 7 músicos en Bogotá, Colombia y en 25 años de carrera han lanzado 10 trabajos discográficos, un DVD en Vivo, 4 Eps, el proyecto para niños #Drk4Kids y varios sencillos:  «El Carnaval de la Patilla», «Dele la vuelta al Disco», «Bombea» (Disco de oro en Colombia), «Sagrado Corazón», «Corazón Bombea Vivo» (DVD), «Viva el Planeta» y «Ama-Zonas» (Disco Doble Platino en Colombia), este en colaboración con más de 25 artistas de todo el mundo conformando el Colectivo Jaguar, «Animal»,  «Viva Doctor Krápula» (Vinilo), «Súbele el Volumen 1, 2 y 3» (EPs) y «Calle Caliente» 
Fueron ganadores de 17 premios Shock de la música, 4 Premios Nuestra Tierra, 5 nominaciones al Grammy Latino, 3 nominaciones en los premios Mtv Latinos, una nominación en los Premios 40 Principales en España.
Cuentan con un Disco de Oro en ventas en Colombia por el Álbum «Viva El Planeta», entregado el 25 de mayo de 2013 por Star Entertainment Group en el marco del Evento 40, realizado por Los 40 Principales Colombia en el Parque Simón Bolívar de la ciudad de Bogotá.
La música de Doctor Krápula mezcla sonidos propios del Ska con Reggae, Rock, Punk , Rocksteady, incluso ritmos tropicales como la Cumbia, el Merengue, ChaChaCha, Cuarteto y la Salsa.
El 31 de mayo de 2016 fueron condecorados con la Orden de la Democracia Simón Bolívar por su activismo medioambiental para la recuperación del territorio ancestral de la Sierra Nevada, Amazonas y Cauca.
El 24 de mayo de 2024 lanzan el himno de Aniquiladores FC equipo del streamer colombiano Juan Sebastián Guarnizo perteneciente a la Kings Legue 

## Integrantes
Integrantes 1998-2008
- Mario Muñoz «El Subcantante»: Voz líder
- Sergio Acosta «Checho»'''': Hammond, teclados, acordeón y coros
- Germán Martínez «Kasius»''': Guitarra líder y coros
- Nicolás Cabrera «Niko Cabrera»: Batería y coros
- David Jaramillo «David Kawooq»: Bajo y voces
- Dib Hadra Arciniégas: Guitarra
- Freddy Caldas: Percusión

Integrantes actuales
- Mario Muñoz «El Subcantante»: Voz líder
- Sergio Acosta «Checho»: Hammond, teclados, acordeón y coros
- Germán Martínez «Kasius»': Guitarra líder y coros
- Nicolás Cabrera «Niko Cabrera»: Batería, coros y Producción
- David Jaramillo «David Kawooq»: Bajo y voces

## Discografía
- 2002: El Carnaval de la Apatilla

- 2003: Dele la Wuelta al Disco

- 2005: Bombea

- 2008: Sagrado Corazón

- 2011: Corazón Bombea (CD/DVD En Vivo)

- 2012: Viva El Planeta

- 2014: Ama-Zonas

- 2017: Animal

- 2018: Viva Doctor Krápula

- 2021: Calle Caliente

## Videoclips
- 2000: Canción demora - El carnaval de la apatilla
- 2002: El hombre gris - El carnaval de la apatilla
- 2003: 1143 Tomates contigo - Dele la welta al disco
- 2005: La fuerza del amor - Bombea
- 2005: Para todos todo  - Bombea
- 2006: El pibe de mi barrio - Bombea
- 2008: Activación - Sagrado corazón
- 2008: Bam - Sagrado corazón
- 2008: Mas vale tarde que nunca - Sagrado corazón
- 2008: Mi gente  - Sagrado corazón
- 2008: Mister danger  - Sagrado corazón
- 2010: Gol de mi corazón - Corazón bombea vivo
- 2010: Mi sol  - Corazón bombea vivo
- 2010: Somos - Corazón bombea vivo
- 2012: Amanece - Viva el planeta
- 2012 Exigimos  - Viva el planeta
- 2012: Doctor Krápula presente  - Viva el planeta
- 2013: Antídoto - Viva el planeta
- 2013: Buscando el amor - Viva el planeta
- 2013 Viva el planeta - Viva el planeta (Este vídeo fue realizado por iniciativa propia del colectivo VÍDEO EN LAS NUBES).
- 2013: Solo soy - Viva el Planeta (Con la participación de Emiliano Brancciari de No Te Va Gustar)
- 2014: Ama-Zonas - Ama-zonas
- 2015: Entregarlo todo (Vídeolyric, Sencillo promocional. Canción en homenaje a la Selección de fútbol de Colombia)
- 2016: Más que bien - Viva Doctor Krápula (Sencillo promocional)
- 2016: Desaparecidos - Viva Doctor Krápula (Vídeolyric, Sencillo promocional)
- 2017: Democracy -  Animal (Vídeolyric, Sencillo promocional)
- 2017: Animal  - Animal (Vídeolyric)
- 2018: Bogogo - Viva Doctor Krápula (Vertical Vídeolyric, Sencillo promocional)
- 2019: Rock The Casbah - Súbele el volumen 1 (Videoclip Oficial)
- 2019: Trátame Suavemente - Súbele el volumen 2 (Videoclip Oficial)
- 2020: Que Bueno El Sol - Súbele El Volumen 2 (Videolyric Oficial)
- 2020: No Te Vayas - Súbele El Volumen 1 (Videolyric Oficial)
- 2020: El Monstruo Arrepentido - #Drk4Kids (Videoclip Oficial)
- 2020: Los Brinconautas - #Drk4Kids (Videolyric Oficial)
- 2020: No Disparen - Calle Caliente -  (Videoclip Oficial)
- 2021: Así Es El Amor - Calle Caliente -  (Videoclip Oficial)
- 2021: Hágase Sentir - Súbele El Volumen 3 (Videolyric Oficial)
- 2021: Matarife - Súbele El Volumen 3 (Video Oficial)
- 2021: Mala Fama - Calle Caliente -  (Videoclip Oficial)
- 2022: Nuestro Mundo Necesita Amor - (Videolyric Oficial)
- 2022: Hasta La Victoria - (Videolyric Oficial)
- 2023: Soy Un Animal - Súbele El Volumen 3 (Videolyric Oficial)

## Premios
- 17 Premios Shock
- 4 Premios Nuestra Tierra
- 3 nominaciones en Los Premios MTV Latinoamérica
- 1 nominación en los Premios 40 Principales en España
- 5 nominaciones Premios Grammy Latinos
- 1 disco de oro año 2013
- Orden de la Democracia Simón Bolívar

## Festival Viva El Planeta
Artículo principal: Festival Viva El Planeta
El Festival Viva el Planeta nace como una iniciativa de Doctor Krápula por generar un espacio para reunir artistas de todas las corrientes teniendo como eje central el cuidado por la madre tierra.
Ya cuenta con 10 ediciones en ciudades como Bogotá, Medellín, Cali y el departamento de Boyacá. 

## Proyectos Paralelos
- Niko Cabrera - Octubre Negro

Incluso antes de que se creara la banda Doctor Krapula, Niko Cabrera era baterista, cantante y productor de Octubre Negro, una legendaria banda de Punk Rock (Neo Punk) bogotana fundada en 1996 influenciada por el movimiento skate punk californiano de los años 90. Cuentan con 3 álbumes de estudio un Ep y varios sencillos: «Octubre Negro» (1999) «Lo Que Pasa Aquí A Diario» (2002) «Días De Octubre» (2006) «Infinito» (Ep 2018) «Maldito Dictador» (Sencillo 2020) «Lili» (2021) Este último sencillo fue incluido en el compilado de Punk Rock Colombiano, Neo Travel Kit 2 del sello independiente Tropical Punk Records. 
- David Jaramillo - David Kawooq And The Peace Messengers

Es uno de los fundadores de Doctor Krápula, y responsable del sonido ancestral de la banda. Busca con su proyecto paralelo afianzar sus influencias reggae con múltiples colaboraciones de diferentes artistas. Rebautizado como David Kawooq para su proyecto independiente, el músico bogotano presenta su primer disco con los Peace Messengers, como David Kawooq And The Peace Messengers, debutando en el Festival Viva El Planeta en la edición del año 2015. El álbum cuenta con 9 tracks y una duración total de 00:32:11. Fue lanzado en Latino Power, Bogotá el jueves 21 de mayo de 2015. 
- Mario Muñoz - SubCantante

Artículo principal: SubCantante
Después de 19 años de carrera con Doctor Krápula, Mario decide lanzar un proyecto paralelo como solista (Sin dejar de lado a Doctor Krápula) con el fin de explorar nuevas sonoridades llenas de sabor y ritmos folclóricos de Colombia y el mundo. Es así como nace su proyecto bajo el seudónimo El Subcantante - autodenominado así por considerar que el verdadero cantante es el púbico-. Cuenta con un álbum llamado "Suena Bomba", que fue lanzado en GairaCafe, Bogotá el jueves 11 de mayo de 2017, el álbum tiene una duración total de 00:36:22 y un total de 10 tracks
- Sergio Acosta - Borojó

Sergio Acosta, el tecladista de la banda a los ocho años se enamoró  de un teclado; a los dieciséis se declaró artista y luego saltó  de un salón de clases al escenario con un GPS musical prendado en el corazón. Hoy Sergio grita a los cuatro vientos que se siente feliz de vivir de la música y haber luchado siempre por sus ilusiones, es por eso que el pasado 27 de enero de 2018 anuncio a través de sus redes sociales que su proyecto paralelo iría de la mano de Good Fella DJ & Minamina y tendría el nombre de Borojó, el cual se encuentra trabajando en su primer sencillo.
- Niko Cabrera - Proyecto Solista

A finales del 2019 Niko Cabrera se lanza con su proyecto en paralelo como baterista solista independiente de música instrumental experimental, mezclando sonidos electrónicos con la batería acústica resaltando la versatilidad del instrumento. Sus 2 primeros lanzamientos ya cuentan con más de 10K visitas en YouTube y ha participado en festivales en línea de Alemania, México y Colombia. El primer sencillo se titula Sayonara Madrid inspirado durante la gira con Doctor Krápula por Europa. Su segundo lanzamiento se titula Praga Parallel y esta vez cuenta con la participación de Steven Baquero, cantante y guitarrista de la banda de Rock Apolo 7. Ambos temas compuesto, interpretados y producidos por Niko Cabrera. 
Germán Martinez - KASIUS
El Guitarrista de Doctor Krapula lanza a inicios del años 2020 su proyecto paralelo como solista bajo el nombre de KASIUS, con influencias del Folk Rock, Country e Irish punk. Lanzando una serie de video covers semanales en colaboración con diversos artistas, seguido de un Ep de 3 canciones de su autoría tituladas «El Camino», «Fin Del Mundo» y «Una Oportunidad» producido por Niko Cabrera y Mezclado por Francisco "Kiko" Castro (Ganador de múltiples Latin Grammy's) Bajo el manejo de la agencia de desarrollo artístico Rótela.